# Шлихтинг, Ян Даниель
Ян Даниэль Шлихтинг (1703, Ольденбург — 22 августа 1765, Амстердам) — голландский врач, хирург, учёный-медик, исследователь в первую очередь болезней мозга.
Изучал медицину в университетах Галле, Лейдена и Гронингена, в последнем в 1730 году получил докторскую степень в области медицины.
Основные работы: «Syphilidis mnemosyne critica of vrye en oneenzydige gedachten over ongemakken enz» (Амстердам, 1741, 1746, 1755); «Embryulcia nova detecta of heel nieuwe behandeling in de meest moejelyke baringen enz» (ib., 1747); «Embryulciae novae detectae appendix, zynde een vervolg van het zoogenaande geheim van Roonhuysen» (ib., 1747); «Traumatologia nov’antiqua ofte vernieuwde wondheelkunde enz» (ib., 1748; Антверпен, 1775).